# .mh
.mh ist die länderspezifische Top-Level-Domain (ccTLD) der Marshallinseln. Sie existiert seit dem 16. August 1996 und wird vom staatlichen Ministerium für Transport und Kommunikation in Majuro verwaltet.